# Ахил (Грчка)
Ахил или Аил (Ајос Ахилиос) је насеље у Грчкој у општини Преспа, периферија Западна Македонија. Према попису из 2021. било је 26 становникa.

## Географија
Ахил се налази на  острву Свети Ахил. Острво се налази у Малом Преспанском језеру и повезано је за његову обалу са понтонским мостом. Ахил је удаљен 50 km западно од града Лерин (Флорина), који се налази близу границе између Грчке и Албаније, лежи на надморској висини од 960 м.

## Историја
На острву и у насељу постоји неколико византијских цркава, од којих је најзначајнија тробродна базилика Свети Ахил, која датира из касног 10. века, саградио је цар Самуило.
Становништво се углавном бави риболовом и врло мало пољопривредом. За време грађанског рата у Грчкој (1946-1949) насеље је претрпело значајну штету. Већина становника се преселила у Југославију и земље источне Европе, а неки су се касније вратили.

## Становништво
Македонски историчар Тодор Симовски, 1998. године наводи да је Ахил словенско насеље.
Преглед становништва у свим пописним годинама од 1940. до данас:
| Година       | 1940 | 1951 | 1961 | 1971 | 1981 | 1991 | 2001 | 2011 |
| ------------ | ---- | ---- | ---- | ---- | ---- | ---- | ---- | ---- |
| Становништво | 100  | 34   | 38   | 39   | 31   | 31   | 28   | 21   |

## Галерија
- Поглед на село и понтонски мост
- Куће у селу
- Рибарска колиба